# باريس ارين
باريس ارين (بالإنجليزية: Paris Warren)‏ هو لاعب كرة قدم أمريكية أمريكي، ولد في 6 سبتمبر 1982 في ساكرامنتو في الولايات المتحدة.

## وصلات خارجية
- باريس ارين على موقع مرجع كرة القدم المحترفة.كوم (الإنجليزية)